# Gott Och Blandat
Gott Och Blandat è il primo album in studio del gruppo musicale svedese Caramell, pubblicato nel 1999.

## Tracce
1. Jag Ser På Dig
2. Skattjakt
3. Efter Plugget
4. Mr Cowboy
5. Om Du Var Min
6. Bara Vänner
7. Simsalabim
8. Telefon
9. Explodera (Upp Som Dynamit)
10. Som En Saga
11. Kom Och Ta Mig
12. Luftballong
13. Vingar